# Наукові праці Національного університету «Одеська юридична академія»
| Назва                             | Наукові праці Національного університету «Одеська юридична академія» |
| --------------------------------- | -------------------------------------------------------------------- |
| Фото обкладинки                   |                                                                      |
| Періодичність виходу              | 2 рази на рік                                                        |
| Мова                              | українська, російська, англійська                                    |
| Адреса редакції                   | м. Одеса                                                             |
| Рік заснування                    | 2002                                                                 |
| Засновник                         | Національний університет «Одеська юридична академія»                 |
| Свідоцтво про державну реєстрацію | КВ № 16845-5607 Р від 29.06.2010                                     |

Наукові праці Національного університету «Одеська юридична академія» — збірник наукових праць видатних вчених Національного університету «Одеська юридична академія» заснований у 2002 році. Періодичність видання — 2 рази на рік українською, російською, англійською мовами.

## Проблематика
У збірнику висвітлюються актуальні питання філософії права, загальнотеоретичної юриспруденції, галузевих юридичних наук, юридичної практики, питань судочинства як в Україні так і у країнах Європейського Союзу та світу.

## Фахова реєстрація
Збірник «Наукові праці Національного університету „Одеська юридична академія“» внесено переліку наукових фахових видань ВАК України, в яких можуть публікуватися результати дисертаційних робіт на здобуття наукових ступенів доктора і кандидата наук відповідно до Постанов Президії Вищої атестаційної комісії України від 10.12.2003 № 1-05/10, від 06.10.2010 N 3-05/6.

## Редакційна колегія
Головний редакторКівалов С. В., д. ю. н., професор, академік НАПрН України, академік АПН України.
Заступник головного редактораДрьомін В. М., д.ю.н., професор;
Члени редколегії
- Аленін Ю. П., д.ю.н., професор;
- Аракелян М. Р., к.ю.н., професор;
- Біла-Тіунова Л. Р., к.ю.н., професор;
- Вишняков О. К., д.ю.н., професор;
- Дамірлі М. А., д.ю.н., професор;
- Додін Є. В., д.ю.н., професор;
- Завальнюк В. В., к.ю.н., професор;
- Каракаш І. І., к.ю.н., професор;
- Оборотов Ю. М., д.ю.н., професор, член-кореспондент АПрН України;
- Орзіх М. П., д.ю.н., професор, академік АПнУ;
- Подцерковний О. П., д.ю.н., професор, член-кореспондент НАПрН України;
- Полянський Ю. Є., к.ю.н., професор;
- Тіщенко В. В., д.ю.н., професор, член-кореспондент НАПрН України;
- Туляков В. О., д. ю. н., професор, член-кореспондент НАПрН України;
- Харитонов Є. О., д. ю. н., професор, член-кореспондент НАПрН України;
- Харитонова О. І., д. ю. н., професор;
- Чанишева Г. І., д. ю. н., професор, член-кореспондент НАПрН України.

## Адреса редакційної колегії
65009, м. Одеса, вул. Піонерська, 2, каб. 1007,